# Porte d'Ardon
La  porte d'Ardon  est une porte de Laon, dont la structure actuelle date du XIVe siècle. Elle constitue une entrée dans les remparts de Laon .

## Description
Elle a porté le nom de porte royée du fait de sa proximité avec le palais royal de Laon.
C'est une porte double, elle se compose d'un châtelet avec une herse, et disposait de vantaux. Elle était devancée d'une barbacane qui a aujourd'hui disparu. La porte est attestée dès le Xe siècle mais la structure actuelle est du XIIIe et XIVe siècles. Une porte fut édifiée en avant de celle-ci en 1741 : sculptée par Charles Hottin, elle possédait des piliers surmontés de lions et de représentations des armes de France. Elle a été détruite en 1858. En dessous de la porte se trouvaient une fontaine et des lavoirs : seuls à subsister actuellement, ils ont été couverts au XIXe siècle.
La porte est classée monument historique en 1909. Elle se prolonge vers l'est par le rempart du midi et la promenade de la Couloire, se référer à la photographie ci-dessous.

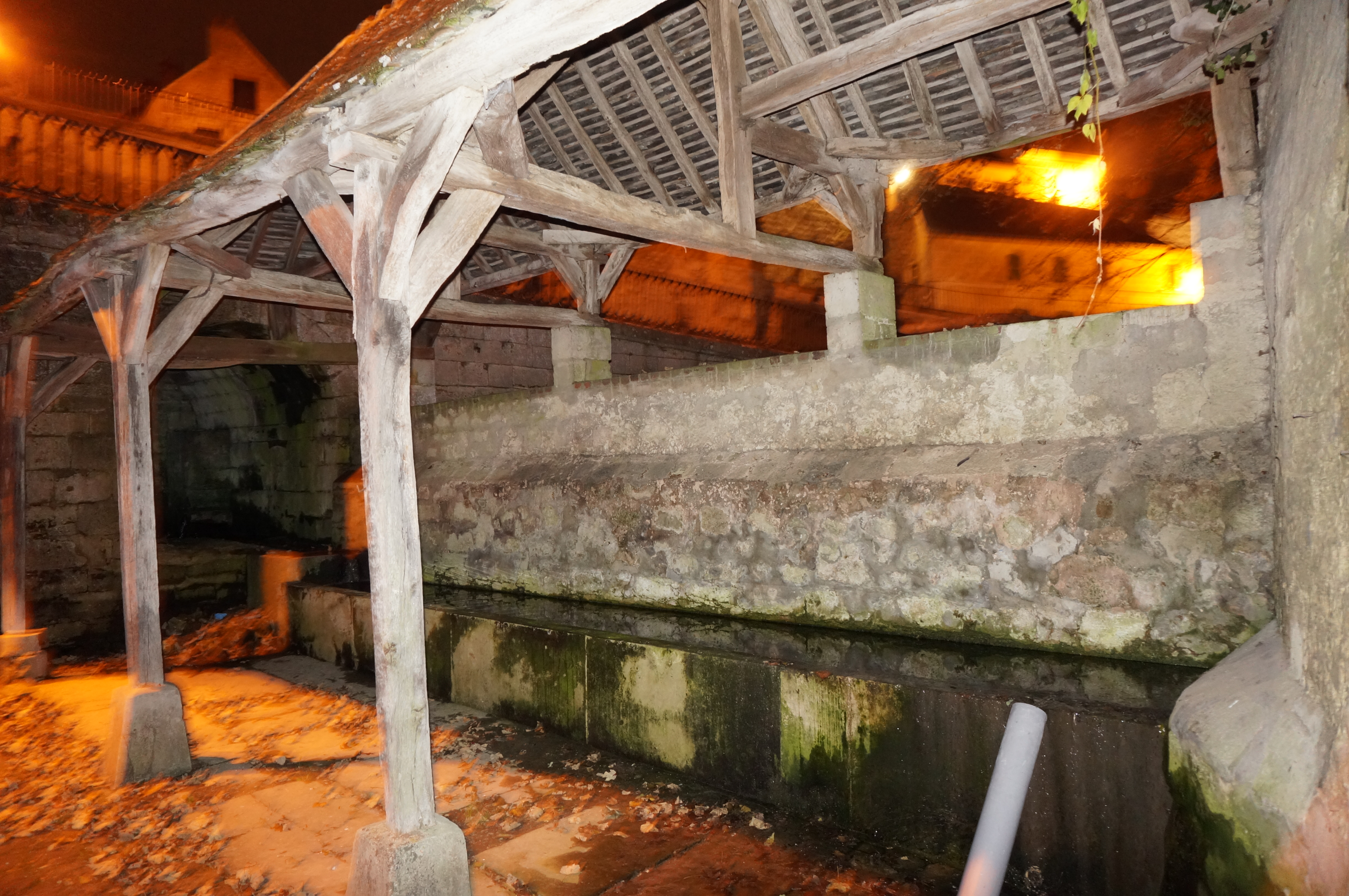
Lavoir, de nuit.
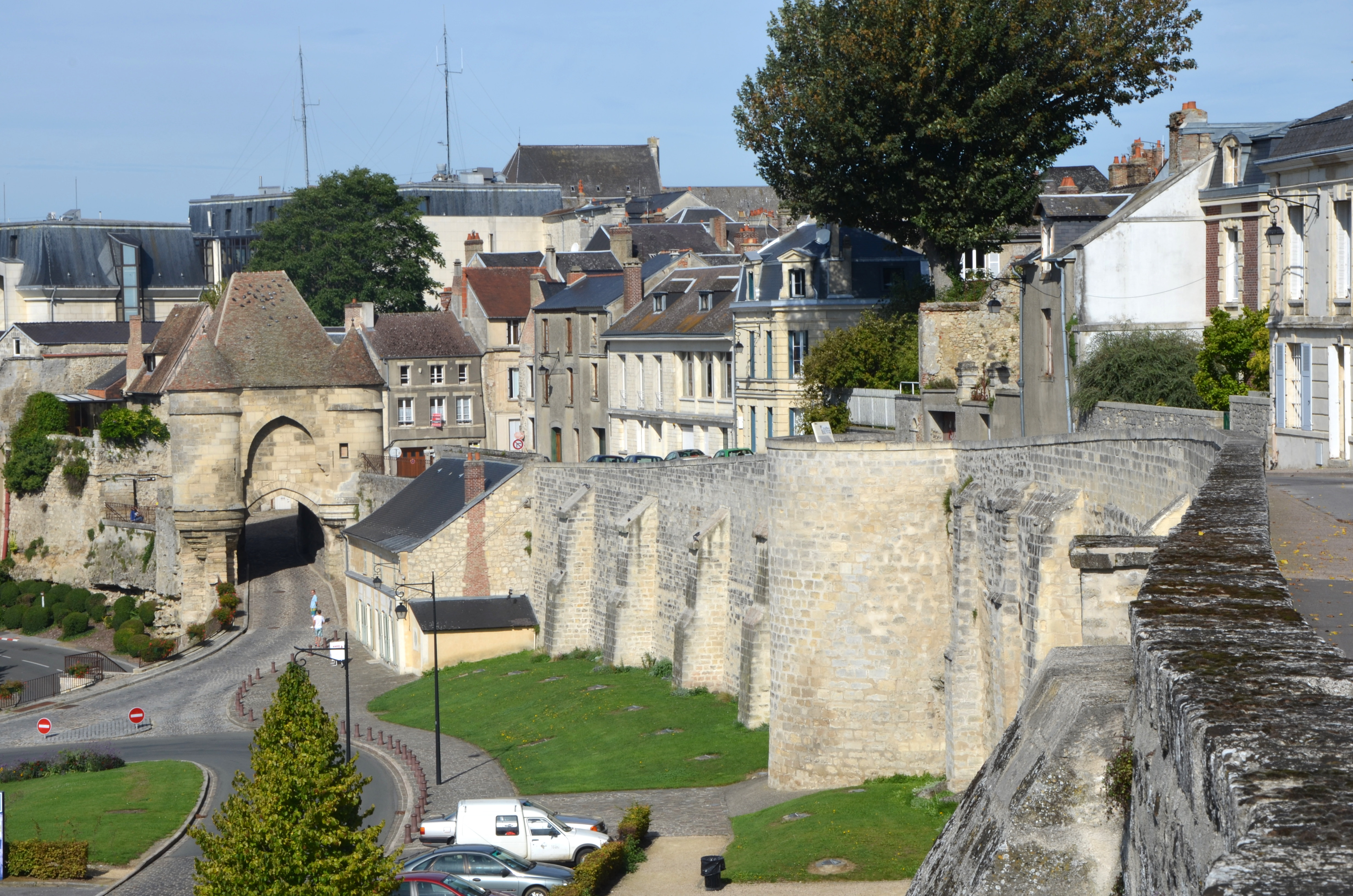
La porte entrée des remparts de Laon.
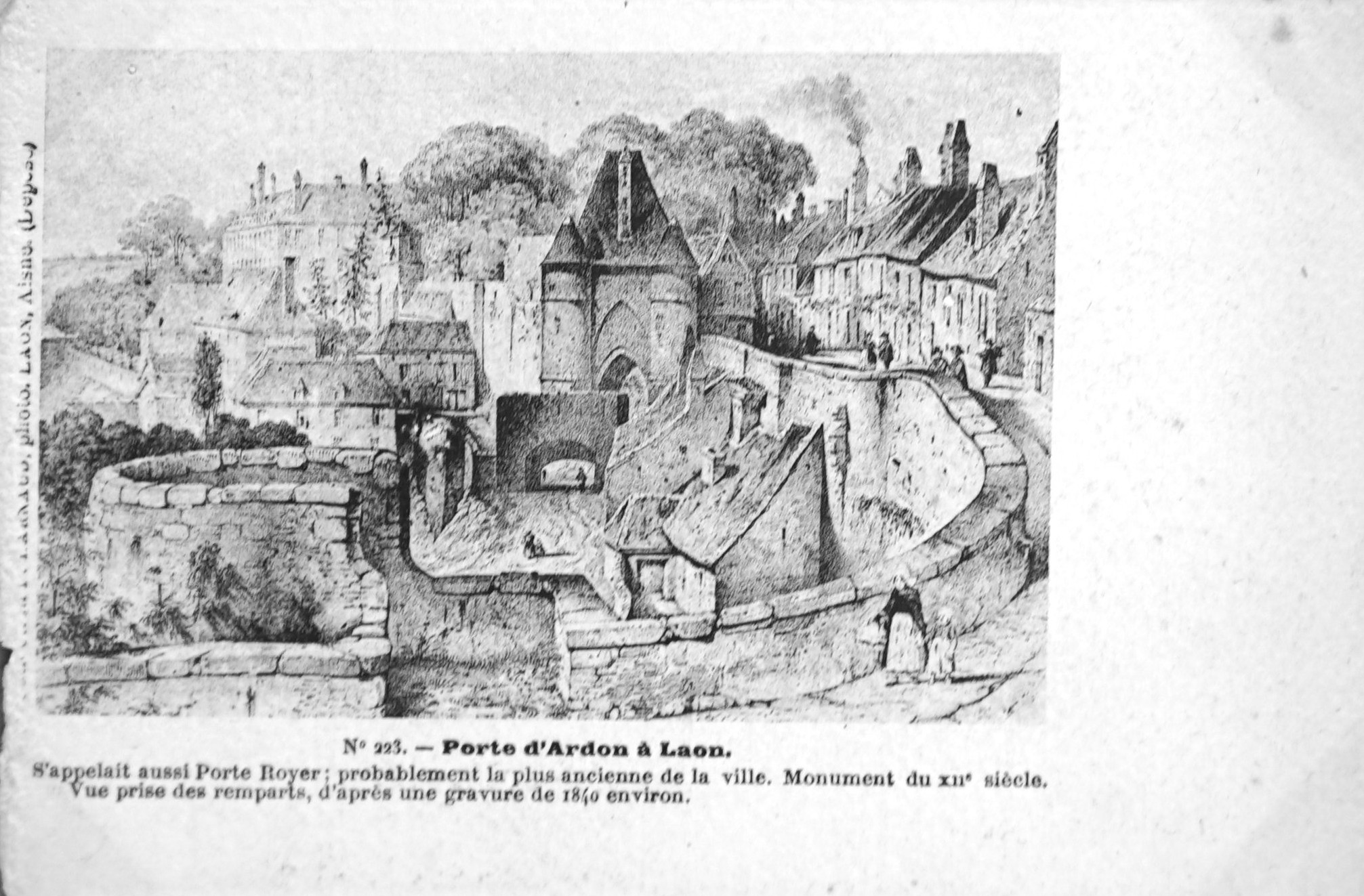
Rempart et porte vers 1840.